# Platon Gregoriewitch Brounoff
Plàton Grigórievitx Brunov, rus: Платон Григорьевич Брунов, habitualment transcrit Platon Gregoriewitch Brounoff (Kropivnitski, Ucraïna, 10 de maig de 1863 - Nova York, Estats Units, 11 de juliol de 1924) fou un compositor rus del Romanticisme.
Ingressà al Conservatori de Varsòvia el 1875 i es perfeccionà al conservatori imperial de Sant Petersburg, sota la direcció d'Anton Rubinstein i de Rimski-Kórsakov. El juliol de 1891, es traslladà als Estats Units, on donà un concert a New Haven i després molts d'altres en les sales Chickering i Carnegie, de Nova York.
Va publicar diverses cantates i obres simfòniques (Angel, The russian Village) i Rússia, la seva millor composició, executada davant el tsar el 1890 i dirigida per Rubinstein. També va compondre una col·lecció de 21 cançons revolucionaries (Sons de Llibertat) i una cançó qualificada de Marsellesa russa.